# Fikret Kırcan
Ali Fikret Kırcan (* 25. Dezember 1919 in Istanbul; † 26. November 2014 ebenda) war ein türkischer Fußballspieler und -funktionär. Wegen seiner langen Tätigkeit für Fenerbahçe Istanbul und als Eigengewächs wird er sehr stark mit diesem Verein assoziiert und von Vereins- und Fanseiten als eine der wichtigsten Persönlichkeiten der Vereinsgeschichte bezeichnet. So ist er einer von fünf Spielern, die namentlich in dem offiziellen Fenerbahçe-Marsch Erwähnung finden. Mit 22 Jahren ist er der Spieler, der die längste Zeit für den Verein aktiv war. Er war in den 1950er und 1960er Jahren als Funktionär des türkischen Fußballverbandes und in den 1950er, 1960er und 1970er Jahren als Vereinsfunktionär bzw. Manager Fenerbahçes tätig. Da sich bei seiner Aufnahme in die Profimannschaft Fenerbahçes mit Fikret Arıcan ein weiterer Fikret im Mannschaftskader befand und dieser älter war, wurde Kırcan fortan als der Küçük Fikret (dt.: der kleine Fikret) bezeichnet und Arıcan als Büyük Fikret (dt.: der große Fikret). Unter diesem Namen blieb er auch nach seiner Spielerkarriere in Erinnerung.

## Familie und Kindheit
Kırcan kam als Sohn von Yusuf Ziya Bey, dem damaligen Mutasarrıf (eine Art Gouverneur im Osmanischen Reich) der Provinz Mardin im Istanbuler Stadtteil Kadıköy, dem Heimatviertel des türkischen Traditionsklubs Fenerbahçe Istanbul, als viertes Kind der Familie auf die Welt. Da Kırcans Vater mit dem türkischen Dichter Tevfik Fikret eng befreundet war und diesen bewunderte, nannte er seinen Sohn Tevfik Fikret zu Ehren Ali Fikret. Als Kırcan vier Jahre alt war, verstarb sein Vater in Midyat an einem Herzinfarkt. Nach dem unerwarteten Tod des Vaters kehrte die Familie nach Istanbul zurück und ließ sich in Feneryolu, einem Viertel des Istanbuler Stadtteils Kadıköy und eines Nachbarviertels von Fenerbahçe, nieder. Hier kümmerte sich Kırcans Mutter Suphiye Kırcan fortan um die Familie und schickte ihren Sohn an eine im Volksmund als Madamın Fransız Mektebi (dt.: Madames französische Schule) bezeichnete französische Schule. Bereits während dieser Zeit machte sich Kırcans sportliches Talent bemerkbar. So gewann er in einem anlässlich des staatlichen Kinderfestes organisierten Jugendsportspielen, an dem die Istanbuler Grundschulen teilnahmen, den 100-Meter-Lauf. Da die französische Schule sich 1931 auflöste, besuchte Kırcan eine als 6. İlkmektebe bezeichnete Grundschule. Während dieser Zeit begann er in seinem Viertel Feneryolu in den Hinterhöfen mit dem Fußballspielen. Hier gestalteten er und seine Freunde eine ungenutzte Grundstücksfläche als ihren provisorischen Bolzplatz. Wenig später gründete dieser Freundeskreis eine unangemeldete Fußballmannschaft und gaben dieser den Namen Feneryolu SK.

## Spielerkarriere

### Verein
Kırcans Karriere änderte sich 1933. Zu diesem Zeitpunkt spielte er sowohl für seinen Verein Feneryolu als auch für die Schulmannschaft von seiner Oberschule Kadıköy Erkek Ortaokulu. Während dieser Zeit bekam er und seine Mannschaft von gleichaltrigen Necdet Erdem und Şeref, die beide ebenfalls in Feneryolu lebten und die Nachwuchsabteilung von Fenerbahçe Istanbul besuchten, die Anfrage, ein Freundschaftsspiel gegen die Nachwuchsmannschaft Fenerbahçes zu bestreiten. Da Fenerbahçe damals eine große Popularität besaß, willigten die Spieler von Feneryolu ein. Das Spiel verlor zwar Feneryolu mit 0:2, allerdings wurde Kırcan nach Spielanpfiff gefragt, ob er nicht gerne zu Fenerbahçe kommen wurde. Obwohl Kırcan sofort zustimmte, scheiterte der Wechsel an dem Veto seiner Mutter. Nachdem seine Mutter umgestimmt wurde, begann Kırcan mit 14 Jahren, für den Nachwuchs von Fenerbahçe zu spielen.
Zu Fenerbahçe gewechselte, steigerte Kırcan seine Leistungen und kam allmählich für die erste Mannschaft ins Gespräch. Nachdem er 1935 mit der Nachwuchsmannschaft Fenerbahçes die Istanbuler Jugendmeisterschaft gewonnen hatte, wurde er in die 1. Mannschaft des Vereins aufgenommen. Nach mehreren Trainingseinheiten kam eines Mittwochs nach Trainingsende der Vereinsfunktionär und ehemalige Star Zeki Rıza Sporel auf Kırcan zu und teilte ihm mit, dass dieser am nächsten Sonntag im Testspiel gegen den Verein Çankaya SK aus Ankara spielen werde. Das Spiel gewann Fenerbahçe deutlich mit 5:0 und Kırcan überzeugte als 16-jähriger Rechtsaußen. Sporel war zwar auch von Kırcans Leistung überzeugt, jedoch schickte er ihn mit der Begründung, Kırcan noch etwas schonen zu wollen, wieder in die Nachwuchsabteilung.
In den nachfolgenden Jahren spielte Kırcan zwar überwiegend für den Nachwuchs, wurde aber immer wieder für sporadische Einsätze an den Spielen der 1. Mannschaft beteiligt. So kam er am 10. November 1935 in der Partie der İstanbul Ligi (dt. Istanbuler Liga) gegen Topkapı SK zum Einsatz und gab damit sein Profidebüt. Da damals in der Türkei keine landesübergreifende Profiliga existierte, existierten stattdessen in den Ballungszentren wie Istanbul, Ankara und Izmir regionale Ligen, von denen die İstanbul Ligi (auch İstanbul Futbol Ligi genannt) als die Renommierteste galt. In der Saison 1935/36 dieser Liga sicherte sich Kırcans Mannschaft die Meisterschaft, wodurch Kırcan seinen ersten Titel im Männerfußball holte.
Bis auf diese Begegnung und einem Testspiel gegen den ungarischen Vertreter MTK Budapest FC spielte Kırcan weiter für die Nachwuchsmannschaft. Ausschlaggebend für diese Degradierung war auch der Umstand, dass damals ein Gesetz erlassen wurde, das es dem Verein untersagte, Schüler in ihrer A-Mannschaft einsetzen. So spielte Kırcan einige Zeit für den Nachwuchs und wurde dann in die Reservemannschaft des Vereins, die damals als Fenerbahçe B bezeichnet wurde, aufgenommen. Diese Mannschaft lieferte sich mit der B-Mannschaft des Erzrivalen Galatasaray Istanbul ein Kopf-Kopf-Rennen um die Istanbuler Meisterschaft der Reservemannschaft. Im Finale dieser B-Liga traf Kırcan mit seiner Mannschaft auf Galatasaray. Nachdem die reguläre Spielzeit 0:0 geendet hatte, ging die Partie in die Verlängerung. Kırcan entschied mit einer gekonnten Einzelaktion, in der er erst einen Gegenspieler ausdribbelte und anschließend mit einem Lupfer den zu weit vor dem Tor stehenden Torhüter überlistete, die Partie und erzielte so den Treffer zum 1:0-Endstand. Dadurch sicherte sich die B-Mannschaft Fenerbahçes die Meisterschaft.
Ab 1936 besuchte Kırcan das renommierte Haydarpaşa-Gymnasium und konnte deswegen nicht mehr in der A-Mannschaft seines Vereins eingesetzt werden. Stattdessen spielte er weiterhin für die B-Mannschaft Fenerbahçes und auch für die Schulmannschaft seines Gymnasiums. Da mit Eşfak Aykaç, Sabri Kiraz, Halit Deringör und Müzdat Yetkiner weitere Spieler Fenerbahçes bzw. dessen Erzrivalen Galatasarays dieses Gymnasium besuchten und für die Schulmannschaft spielten, konnte er auch mit seiner Schulmannschaft einige Erfolge erzielen. Begünstigt durch Schulferien, wurde er im Herbst 1938 wieder in die A-Mannschaft Fenerbahçes aufgenommen und absolvierte drei Ligaspiele. In diesen Spielen erzielte er vier Tore und machte erneut auf sich aufmerksam.
Nachdem Kırcan im Herbst 1939 seinen Mittelschulabschluss erreicht hatte, kehrte er endgültig zur A-Mannschaft Fenerbahçes zurück und spielte fortan ausschließlich für diese. In der ersten Saison nach seiner endgültigen Rückkehr, der Saison 1939/40 spielte sein Team mit dem Erzrivalen Beşiktaş Istanbul um die Meisterschaft. Nach einer hart umkämpften Saison wurde Kırcans Klub mit einem Punkt weniger hinter Beşiktaş Vizemeister. In der gleichen Saison nahm Kırcans Mannschaft auch an der Millî Küme teil, einer Art Meisterschaftsturnier, an der die Mannschaften der drei Großstädte Istanbul, Ankara und Izmir teilnahmen. In dieser Liga, die im Anschluss an die Istanbuler Fußballliga im Frühjahr bis Sommer gespielt wurde, setzte sich Fenerbahçe mit großen Punkteabstand gegen alle anderen Teams durch und gewann auch dieses Turnier. Kırcan absolvierte während dieses Turniers alle Pflichtspiele für seinen Verein und hatte mit acht Toren und etlichen Torvorlagen großen Anteil an diesem Turniersieg. So wurde er in diesem Turnier hinter seinem Teamkollegen Melih Kotanca der zweiterfolgreichste Turniertorschütze seines Klubs.
Nachfolgend war Kırcan bis Mitte der 1950er Jahre ein fester Bestandteil der Mannschaft. Im Sommer 1952 wurde die İstanbul Futbol Ligi aufgelöst und in ein professionelles Ligasystem überführt. Fortan existieren die İstanbul Profesyonel Ligi (dt.: Istanbuler Profiliga) und die zweithöchste Spielklasse, die İstanbul İkinci Küme (dt.: Zweite Istanbuler Liga). Fenerbahçe spielte fortan in der Istanbuler Profiliga. Kırcan erwog zu dieser Zeit, seine Karriere zu beenden. Da aber die Vereinsführung mit Spielern aus der eigenen Reserve- und Nachwuchsmannschaften eine Revision im Kader durchführen wollte und einige erfahrene Führungsspieler benötigte, behielt sie neben Kırcan auch dessen langjährigen Kollegen Müzdat Yetkiner und Mehmet Ali Has im Kader. Diese als „Küçük Şeytanlar“ (dt. Kleine Teufel) bezeichnete Mannschaft beendete die erste Saison der Istanbuler Profiliga als Tabellendritter und erreichte in der Saison 1952/53 überraschend die Meisterschaft. Nachdem Kırcan diese beiden Spielzeiten und die Spielzeit 1953/54 als Stammspieler durchgespielt hatte, blieb er noch die zwei Spielzeiten 1954/55 und 1955/56 als Ergänzungsspieler im Kader und kam über sporadische Einsätze nicht heraus.
Im Sommer 1956 beendete er mit einem damals ungewöhnlich hohen Alter von 36 Jahren seine Karriere. Seine Karriere beendete er mit einem am 7. Oktober 1956 gegen Dynamo Moskau gespielten Abschiedsspiel.

### Nationalmannschaft
Kırcan begann seine Nationalmannschaftskarriere 1948 mit einem Einsatz im Testspiel gegen die Griechische Nationalmannschaft. In diesem Spiel, welches seine Mannschaft mit 3:1 gewinnen konnte, gelang Kırcan mit seinem Tor zum 1:0-Zwischenstand auch sein erstes Tor im Dress der türkischen A-Auswahl. Bis zum Sommer 1955 absolvierte er sieben weitere Partien und erzielte noch ein Tor. Da ein großer Teil seiner aktiven Fußballspielerkarriere in die Zeit des Zweiten Weltkrieges gefallen war, wurden elf Jahre lang keine Länderspiele ausgetragen und Kırcan konnte seine Nationalmannschaftskarriere erst 1948 beginnen.
Mit der Türkischen Auswahl nahm Kırcan an den Olympischen Sommerspielen 1948 teil. Zudem nahm er mit der Nationalmannschaft im Sommer 1949 am Mittelmeerpokal teil und belegt hinter der B-Auswahl der italienischen Nationalmannschaft den zweiten Platz.

## Funktionärskarriere
Im Juli 1958 wurde Kırcan bei Fenerbahçe Istanbul ins Kabinett des neuen Klubpräsidenten Agah Erozan gewählt und war fortan als Manager der Sportabteilung tätig. Obwohl Erozan nach einem Jahr abgewählt wurde, führte Kırcan auch unter Erozans Nachfolgern seine Tätigkeit als Manager bis ins Jahr 1963 fort.
Ab 1959 arbeitete er auch parallel zu seiner Manager-Tätigkeit bei Fenerbahçe auch für den türkischen Fußballverband als Funktionär und Manager.
Im März 1967 wurde er bei Fenerbahçe dieses Mal in das Kabinett des neuen Klubpräsidenten Faruk Ilgaz gewählt.

## Tod
Kırcan verstarb am 26. November 2014 in seiner Geburtsstadt Istanbul. Er wurde im November 2014 nach dem in der Şakirin-Moschee durchgeführten Mittagsgebet auf dem Istanbuler Karacaahmet Friedhof beigesetzt. An seiner Beerdigung nahmen neben diversen Persönlichkeiten Fenerbahçes auch Angehörige der Erzrivalen Galatasaray Istanbul und Beşiktaş Istanbuls teil.

## Erfolge
Mit Fenerbahçe Istanbul
- Meister der İstanbul Futbol Ligi: 1943/44, 1946/47, 1947/48
- Meister der İstanbul Profesyonel Ligi: 1952/53
- Meister der Millî Küme: 1940
- Meister der Maarif Mükafatı: 1943/44
- İstanbul-Pokalsieger: 1944/45
- Premierminister-Pokalsieger: 1943/44
- Bildungsministeriums-Pokalsieger: 1944/45, 1945/46, 1949/50

Mit der Türkischen Nationalmannschaft
- Teilnahme an den Olympischen Sommerspielen: 1948
- Zweiter im Mittelmeerpokal: 1949